# Renato Augusto (Fußballspieler, 1988)
Renato Augusto, mit vollem Namen Renato Soares de Oliveira Augusto (* 8. Februar 1988 in Rio de Janeiro), ist ein brasilianischer Fußballspieler.

## Vereinskarriere

### CR Flamengo
Renato Augusto spielte in der Jugend von Flamengo Rio de Janeiro und begann dort 2005 auch seine Profikarriere. Bereits in der Folgesaison holte er seinen ersten nationalen Titel, als er mit Flamengo den Copa do Brasil, den brasilianischen Pokal, gewinnen konnte. 2007 und 2008 wurde die Staatsmeisterschaft von Rio de Janeiro gewonnen. 2007 stand er unmittelbar vor einem Wechsel zum italienischen Erstligisten US Palermo. Auch andere europäische Vereine zeigten Interesse am Offensivspezialisten.

### Bayer 04 Leverkusen
Am 10. Juli 2008 gab der deutsche Bundesligist Bayer 04 Leverkusen den Wechsel Renato Augustos bekannt. Über die Ablösesumme wurde Stillschweigen vereinbart. Sein erstes Pflichtspiel für den Verein absolvierte der Brasilianer in der Erstrundenpartie des DFB-Pokals am 10. August 2008 gegen Rot-Weiß Oberhausen, in der er mit einem Weitschuss in der 69. Minute das zwischenzeitliche 1:0 für Leverkusen erzielte. Renato Augustos erster Einsatz in der Bundesliga erfolgte knapp eine Woche später am 16. August 2008 bei der 2:3-Niederlage gegen Borussia Dortmund. In 33 der 34 Saisonspiele kam er in seinem ersten Jahr zum Einsatz und erzielte zwei Tore und bereitete acht weitere Treffer vor. Daneben erreichte er mit seiner Mannschaft das Finale des DFB-Pokals, welches allerdings mit 0:1 gegen Werder Bremen verloren ging. In diesem Wettbewerb konnte Renato Augusto in sechs Spielen zwei Tore erzielen und einen weiteren Treffer vorbereiten.
Die Saison 2009/10 war allerdings eine „verlorene Saison“, er hatte mit Knie- und Wadenproblemen zu kämpfen und fand nicht zu seiner Form. Insgesamt hatte er nur 17 Einsätze, meist nicht über die volle Spielzeit. Dazu kam das Spiel gegen Babelsberg 03 im DFB-Pokal 2009/10. Diese Spielzeit kam Renato Augusto nicht wie gewohnt auf der Position des Spielmachers im offensiven Mittelfeld zum Einsatz, sondern auf eher ungewohnter Position als Rechtsaußen. In der Bundesliga blieb er erstmals torlos und konnte nur vier Tore vorbereiten.

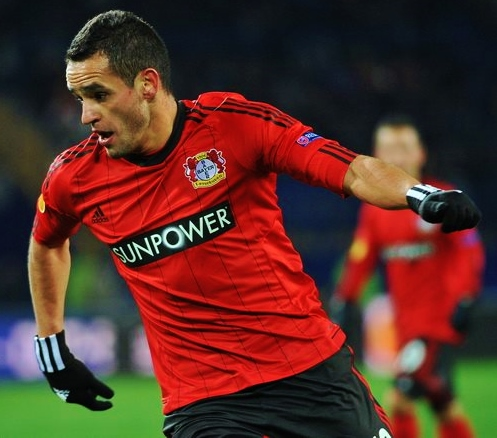
Renato Augusto im Spiel gegen Metalist Charkiw (2011)

In der Saison 2010/11 konnte er seine Leistung wieder stabilisieren und trug mit sieben Toren und sechs Torvorlagen in 27 Spielen zum Erreichen der Vizemeisterschaft bei. Lediglich im Herbst verpasste er einige Pflichtspiele aufgrund diverser kleinerer Verletzungen. Renato Augusto wurde wie in der Vorsaison flexibel im Mittelfeld eingesetzt, so agierte der Brasilianer auch als Linksaußen, spielte aber vermehrt auf seiner favorisierten Position auf der Zehn. Im DFB-Pokal war für Leverkusen allerdings schon in der zweiten Hauptrunde Schluss. Renato Augusto kam lediglich im ersten Hauptrundenspiel zum Einsatz, wo ihm beim 1:11-Sieg gegen den FK Pirmasens ein Tor und drei Torvorlagen gelang. Erstmals spielte Renato Augusto in der UEFA Europa League, wo er am 16. Dezember 2010 gegen Atlético Madrid sein Debüt feierte. In der K.O.-Phase gewann man gegen den ukrainischen Verein Metalist Charkiw mit 4:0 und 2:0; Renato Augusto kam in beiden Spielen zum Einsatz und bereitete einen Treffer vor. In diesem Wettbewerb schied man allerdings im Achtelfinale gegen den  FC Villarreal aus.
In die Saison 2011/12 startete Renato Augusto mit seinem Team denkbar schlecht: man schied in der ersten Hauptrunde gegen Dynamo Dresden aus. Auch das erste Spiel in der Bundesliga wurde mit 0:2 gegen den FSV Mainz 05 verloren. Erst am 9. September 2011 gelangen Renato Augusto am 5. Spieltag beim 4:1-Sieg gegen den FC Augsburg seine ersten beiden Torvorlagen in dieser Saison. Vier Tage später feierte er bei der 2:0-Niederlage gegen den FC Chelsea sein UEFA-Champions-League-Debüt. Ab Mitte Oktober 2011 fiel er aufgrund einer Operation am Knie für den Rest des Jahres aus. Sein Comeback feierte er am 4. Februar 2011, am 20. Spieltag, beim 2:2 gegen den VfB Stuttgart. Bei der historischen Niederlage im Achtelfinale der Champions League gegen den FC Barcelona (1:3 und 1:7) stand er in beiden Spielen in der Startformation. Die letzten vier Spiele in der Bundesliga verpasste er aufgrund einer Muskelzerrung. Insgesamt verlief auch diese Saison negativ, so blieb er wie in der Spielzeit 2009/10 torlos und bestritt nur 18 Spiele in der Bundesliga.
Das Verletzungspech blieb Renato Augusto auch in der Saison 2012/13 treu. So absolvierte er in der Hinrunde lediglich sechs Spiele in der Bundesliga – kein einziges über die volle Spielzeit. Im DFB-Pokal blieb er komplett ohne Einsatz. Nur in der Europa League kam er auf eine akzeptable Spielzeit, indem er fünf von sechs möglichen Spielen bestritt. Wettbewerbsübergreifend konnte er weder ein Tor schießen noch eins vorbereiten.

### Corinthians São Paulo
Nach anhaltenden Verletzungen und weil er dadurch kaum zum Spielen kam, wechselte Augusto in der Winterpause für 3,5 Millionen Euro zurück nach Brasilien zu Corinthians São Paulo. Am 7. Juli 2013 spielte er erstmals für Corinthians in der Campeonato Brasileiro de Futebol. Am Ende der Saison 2013 standen 15 Spiele, ein Tor und eine Torvorlage zu Buche. Außerdem absolvierte er vier Spiele in der Copa Libertadores. In derselben Saison gewann man nach einem 2:1 und einem 2:0 gegen den FC São Paulo die Recopa Sudamericana. Im Hinspiel gelang ihm ein Tor.
In der Saison 2014 avancierte Renato Augusto mit 30 Ligaspielen zum Stammspieler seines Vereins und konnte neben einem eigenen Treffer acht weitere Tore vorbereiten.
In der Saison 2015 konnte Renato Augusto die nationale Meisterschaft gewinnen. Ebenso erhielt er die zwei wichtigsten Auszeichnungen zum besten Spieler der Saison. In 30 Ligaspielen konnte er fünf Tore erzielen und sieben weitere Treffer vorbereiten. Dank dieser starken Leistungen rückte er wieder in den Kader der Nationalmannschaft. In der Copa Libertadores brachte er es auf zehn Spiele.

### Beijing Guoan
Anfang Januar 2016 wechselte er für eine Ablösesumme von 8 Millionen Euro zum chinesischen Club Beijing Guoan. 40 Prozent der Ablösesumme gingen dabei an seinen ehemaligen Verein Bayer 04 Leverkusen.

## Nationalmannschaft
Renato Augusto durchlief alle Nachwuchsabteilungen des brasilianischen Verbandes.
Am 9. Februar 2011 gab Augusto sein Debüt in der A-Nationalmannschaft bei der 0:1-Niederlage gegen Frankreich. Ende März 2011 kam er beim 2:0-Sieg gegen Schottland zu einem Kurzeinsatz. In den vorläufigen Kader zur Copa América 2011 wurde er nicht nominiert. Am 10. August 2011 kam er bei der 3:2-Niederlage gegen Deutschland für vier Minuten zum Einsatz. Nach diesem Spiel dauerte es mehr als vier Jahre, bis Renato Augusto sein viertes Länderspiel bestreiten durfte. Dies geschah am 14. November 2015 im Rahmen der Qualifikation zur Fußball-Weltmeisterschaft 2018 in Russland beim 1:1 gegen Argentinien. Vier Tage später erzielte er sein erstes Länderspieltor beim 3:0-Sieg gegen Peru.
Bei den Olympischen Sommerspielen 2016 in Rio de Janeiro gewann Augusto mit der brasilianischen Olympiaauswahl die Goldmedaille.

## Erfolge
Nationalmannschaft (Brasilien)
- Olympische Sommerspiele 2016: Gold

Flamengo
- Copa do Brasil: 2006
- Taça Guanabara: 2007, 2008
- Staatsmeisterschaft von Rio de Janeiro: 2007, 2008

Bayer Leverkusen
- DFB-Pokal Finalist 2009
- Deutscher Vizemeister 2011

Corinthians
- Campeonaro Paulista: 2013
- Recopa Sudamericana: 2013
- Brasilianischer Meister: 2015

Fluminense
- Recopa Sudamericana: 2024

## Auszeichnungen
- Prêmio Craque do Brasileirão: 2015 (Bester Spieler)
- Bola de Ouro Brasilien: 2015

## Soziales Engagement
Renato Augusto unterstützt den gemeinnützigen Verein Movimenta Brasil e. V., dessen Projekte zum Ziel haben, sozial benachteiligte Kinder und Jugendliche mit Sport- und Bewegungskonzepten gesellschaftlich zu integrieren und in ihrer Persönlichkeitsentwicklung zu fördern.